# Формула-1 — Гран-прі США 2013
Гран-прі США 2013 року (офіційно 2013 United States Grand Prix) -  перегони Формули-1, які відбулися на Траса Америк 17 листопада 2013 року і ознаменували друге проведення Гран-прі США, у місті Остін. Перегони виграє пілот Red Bull Себастьян Феттель, що стає для нього 8 поспіль перемогою та встановленням нового рекорду перемог підряд в рамках одного сезону.

## Звіт

### Навколо перегонів

#### Заміна пілота
Кімі Ряйкконен за тиждень до Гран-прі оголошує, що він пропустить дві фінальні гонки 2013 року, у зв'язку з проведенням хірургічної операції на спині. Він хотів відкласти операцію до міжсезоння але страждав від зростаючого під час попередніх перегонів дискомфорту. Рішення Ряйконена означало, що [Формула-1 — Гран-прі Абу-Дабі 2013|попередні перегони] стають для нього останніми змаганнями проведеними за Lotus так як на сезон 2014 року він погоджується виступати за Феррарі. Його місце займає Хейккі Ковалайнен котрий підписує з командою відповідну угоду на 2 перегонів. 

#### Шини
Як і на торішній Гран-прі США постачальник шин Pirelli пропонує як основні жорсткі покришки з оранжевою каймою  та шини типу "медіум" (біла кайма) як додаткові. 

#### Вільна практика
Дженсон Баттон отримує на перегони пенальті в три місця на стартовій решітці за здійснення обгону в момент дії червоних прапорів під час першої сесії вільної практики. Шарль Пік був покараний пенальті на 5 позицій після того як команда Кайтерем змінила коробку передач у його боліді.

#### Кваліфікація
Естебан Гутьєррес і Макс Чилтон отримують штрафи за блокування інших пілотів під час першої кваліфікаційної сесії. Гутьєрреса, який заблокував Пастора Мальдонадо позбавляють 10 місць на стартовій решітці; Чілтон за блокування Мальдонадо та Сутіла повинен був відбути своє покарання у вигляді проїзду по піт-лейн протягом перших п'яти кіл перегонів. 

#### Після перегонів
Жан-Ерік Вернь отримує 20-секундне пенальті за зіткнення з Естебаном Гутьєрресом під час останнього кола перегонів. 

## Класифікація

### Кваліфікація
| Поз            | №  | Пілот              | Конструктор          | Частина 1 | Частина 2 | Частина 3 | Старт |
| -------------- | -- | ------------------ | -------------------- | --------- | --------- | --------- | ----- |
| 1              | 1  | Себастьян Феттель  | Red Bull-Renault     | 1:38.516  | 1:37.065  | 1:36.338  | 1     |
| 2              | 2  | Марк Веббер        | Red Bull-Renault     | 1:38.161  | 1:37.312  | 1:36.441  | 2     |
| 3              | 8  | Ромен Грожан       | Lotus-Renault        | 1:38.676  | 1:37.523  | 1:37.155  | 3     |
| 4              | 11 | Ніко Хюлькенберг   | Sauber-Ferrari       | 1:38.339  | 1:37.828  | 1:37.296  | 4     |
| 5              | 10 | Льюїс Гамільтон    | Mercedes             | 1:37.959  | 1:37.854  | 1:37.345  | 5     |
| 6              | 3  | Фернандо Алонсо    | Ferrari              | 1:38.929  | 1:37.368  | 1:37.376  | 6     |
| 7              | 6  | Серхіо Перес       | McLaren-Mercedes     | 1:38.367  | 1:38.040  | 1:37.452  | 7     |
| 8              | 7  | Хейккі Ковалайнен  | Lotus-Renault        | 1:38.375  | 1:38.078  | 1:37.715  | 8     |
| 9              | 17 | Вальттері Боттас   | Williams-Renault     | 1:37.821  | 1:37.439  | 1:37.836  | 9     |
| 10             | 12 | Естебан Гутьєррес  | Sauber-Ferrari       | 1:38.082  | 1:38.031  | 1:38.034  | 20    |
| 11             | 19 | Даніель Ріккардо   | Toro Rosso-Ferrari   | 1:38.882  | 1:38.131  |           | 10    |
| 12             | 14 | Пол ді Реста       | Force India-Mercedes | 1:38.894  | 1:38.139  |           | 11    |
| 13             | 5  | Дженсон Баттон     | McLaren-Mercedes     | 1:38.588  | 1:38.217  |           | 15    |
| 14             | 9  | Ніко Росберг       | Mercedes             | 1:38.743  | 1:38.364  |           | 12    |
| 15             | 4  | Феліпе Масса       | Ferrari              | 1:39.094  | 1:38.592  |           | 13    |
| 16             | 18 | Жан-Ерік Вернь     | Toro Rosso-Ferrari   | 1:38.880  | 1:41.696  |           | 14    |
| 17             | 15 | Адріан Сутіл       | Force India-Mercedes | 1:39.250  |           |           | 16    |
| 18             | 16 | Пастор Мальдонадо  | Williams-Renault     | 1:39.351  |           |           | 17    |
| 19             | 21 | Гідо ван дер Гарде | Caterham-Renault     | 1:40.491  |           |           | 18    |
| 20             | 22 | Жуль Б'янкі        | Marussia-Cosworth    | 1:40.528  |           |           | 19    |
| 21             | 20 | Шарль Пік          | Caterham-Renault     | 1:40.596  |           |           | 22    |
| 22             | 23 | Макс Чилтон        | Marussia-Cosworth    | 1:41.401  |           |           | 21    |
| 107%: 1:44.668 |    |                    |                      |           |           |           |       |
| Джерело:       |    |                    |                      |           |           |           |       |

Примітки:

↑  — Естебан Гутьєррес кваліфікувався десятим але отримав на перегони пенальті у десять за блокування Пастора Мальдонадо під час кваліфікації.
↑  — Дженсон Баттон кваліфікувався тринадцятим але був покараний пенальті у стартових три місця за здійснення обгону в момент дії красних прапорів під час першої сесії вільної практики.
↑  — Шарль Пік кваліфікувався двадцять першим але отримав покарання у п'ять позицій за зміну коробки передач.

### Перегони
| Поз      | №  | Пілот              | Конструктор          | Кола | Час/Схід    | Старт | Очки |
| -------- | -- | ------------------ | -------------------- | ---- | ----------- | ----- | ---- |
| 1        | 1  | Себастьян Феттель  | Red Bull-Renault     | 56   | 1:39:17.148 | 1     | 25   |
| 2        | 8  | Ромен Грожан       | Lotus-Renault        | 56   | +6.284      | 3     | 18   |
| 3        | 2  | Марк Веббер        | Red Bull-Renault     | 56   | +8.396      | 2     | 15   |
| 4        | 10 | Льюїс Гамільтон    | Mercedes             | 56   | +27.358     | 5     | 12   |
| 5        | 3  | Фернандо Алонсо    | Ferrari              | 56   | +29.592     | 6     | 10   |
| 6        | 11 | Ніко Хюлькенберг   | Sauber-Ferrari       | 56   | +30.400     | 4     | 8    |
| 7        | 6  | Серхіо Перес       | McLaren-Mercedes     | 56   | +46.692     | 7     | 6    |
| 8        | 17 | Вальттері Боттас   | Williams-Renault     | 56   | +54.509     | 9     | 4    |
| 9        | 9  | Ніко Росберг       | Mercedes             | 56   | +59.141     | 12    | 2    |
| 10       | 5  | Дженсон Баттон     | McLaren-Mercedes     | 56   | +1:17.278   | 15    | 1    |
| 11       | 19 | Даніель Ріккардо   | Toro Rosso-Ferrari   | 56   | +1:21.004   | 10    |      |
| 12       | 4  | Феліпе Масса       | Ferrari              | 56   | +1:26.914   | 13    |      |
| 13       | 12 | Естебан Гутьєррес  | Sauber-Ferrari       | 56   | +1:31.707   | 20    |      |
| 14       | 7  | Хейккі Ковалайнен  | Lotus-Renault        | 56   | +1:35.063   | 8     |      |
| 15       | 14 | Пол ді Реста       | Force India-Mercedes | 56   | +1:36.853   | 11    |      |
| 16       | 18 | Жан-Ерік Вернь     | Toro Rosso-Ferrari   | 56   | +1:44.5741  | 14    |      |
| 17       | 16 | Пастор Мальдонадо  | Williams-Renault     | 55   | + 1 коло    | 17    |      |
| 18       | 22 | Жуль Б'янкі        | Marussia-Cosworth    | 55   | + 1 коло    | 19    |      |
| 19       | 21 | Гідо ван дер Гарде | Caterham-Renault     | 55   | + 1 коло    | 18    |      |
| 20       | 20 | Шарль Пік          | Caterham-Renault     | 55   | + 1 коло    | 22    |      |
| 21       | 23 | Макс Чилтон        | Marussia-Cosworth    | 54   | + 2 кола    | 21    |      |
| Ret      | 15 | Адріан Сутіл       | Force India-Mercedes | 0    | Зіткнення   | 17    |      |
| Джерело: |    |                    |                      |      |             |       |      |

Примітки:

↑  — Жан-Ерік Вернь отримав пенальті у 20 секунд за зіткнення з Естебаном Гутьєрресом.

## Положення в чемпіонаті після Гран-прі
|   | Поз | Пілот             | Очки |
| - | --- | ----------------- | ---- |
|   | 1   | Себастьян Феттель | 372  |
|   | 2   | Фернандо Алонсо   | 227  |
| 1 | 3   | Льюїс Гамільтон   | 187  |
| 1 | 4   | Кімі Ряйкконен    | 183  |
|   | 5   | Марк Веббер       | 181  |

|  | Поз | Конструктор      | Очки |
|  | --- | ---------------- | ---- |
|  | 1   | Red Bull-Renault | 553  |
|  | 2   | Mercedes         | 348  |
|  | 3   | Ferrari          | 333  |
|  | 4   | Lotus-Renault    | 315  |
|  | 5   | McLaren-Mercedes | 102  |

- Примітка: Тільки 5 позицій включені в обидві таблиці.